# 采比茨
采比茨（德語：Zehbitz，發音：[ˈtseːbɪts]）是德国萨克森-安哈尔特州安哈尔特-比特费尔德县曾经的一个市镇，面积10.98平方千米，2006年12月31日人口为374人。2010年1月1日，采比茨与另外17个市镇合并为新市镇南安哈尔特。